# Jelle Bataille
Jelle Bataille (* 20. Mai 1999 in Ostende) ist ein belgischer Fußballspieler, der beim israelischen Erstligisten Maccabi Haifa unter Vertrag steht. Der rechte Außenverteidiger war zu Beginn seiner Karriere belgischer U21-Nationalspieler.

## Karriere

### Verein
Jelle Bataille verbrachte nahezu seine gesamte Jugendzeit in der Nachwuchsabteilung des KV Ostende und war nur zwei Jahre für die Junioren des FC Brügge im Einsatz. Zum Playoff der Saison 2017/18 wurde der rechte Außenverteidiger in die erste Mannschaft von Cheftrainer Adnan Čustović befördert. Am 2. April 2018 (1. Spieltag des Playoffs) debütierte er im Auswärtsspiel gegen Royal Antwerpen in der höchsten belgischen Spielklasse, als er in der 68. Spielminute für Aristote Nkaka eingewechselt wurde. 20 Minuten später holte er einen Strafstoß heraus, welcher von Zinho Gano zum Ausgleich zum 3:3-Endstand verwandelt wurde. Am 9. Mai (8. Spieltag des Playoffs) erzielte er bei der 1:3-Heimniederlage gegen den KSC Lokeren sein erstes Tor im Trikot der Kustboys. In diesem Playoff spielte er bereits regelmäßig und absolvierte sieben Ligaspiele, in denen ihm ein Tor und eine Vorlage gelang.
Am 26. März 2019 unterzeichnete er einen neuen Dreijahresvertrag beim KV Ostende. In dieser Spielzeit 2018/19 wurde er aber nur unregelmäßig in 18 Ligaspielen eingesetzt, in denen er keine Torbeteiligung aufweisen konnte. In der wegen der COVID-19-Pandemie verkürzten Saison 2019/20 etablierte er sich als Stammspieler und machte insgesamt 24 von 29 möglichen Ligaspiele, in denen er zwei Tore und genauso viele Vorlagen verbuchen konnte. In der Folgesaison bestritt Bataille 37 von 40 möglichen Ligaspielen, bei denen er ein Tor schoss, sowie zwei Pokalspiele.
Batailles Vertrag beim KV Ostende lief bis zum Sommer 2022. Nachdem er eine Verlängerung im Sommer 2021 abgelehnt hatte, wurde Mitte Juni 2021 ein Wechsel zum Ligakonkurrenten Royal Antwerpen vereinbart, wo er einen Vertrag bis Sommer 2024 unterschrieb. In seiner ersten Saison bestritt Bataille 30 von 40 möglichen Ligaspielen für Antwerpen, ein Pokalspiel und sechs Spiele in der Europa League einschließlich Qualifikation. In der nächsten Saison waren es 37 von 40 möglichen Ligaspielen, sechs Pokalspielen, in denen er ein Tor erzielte, sowie ein Spiel in der Qualifikation zur Conference League. Bataille beendete die Saison als belgischer Meister und Pokalsieger. Mitte August 2023 wurde sein Vertrag bis zum Ende der Saison 2024/25 verlängert. In der Saison 2023/24 bestritt er 33 von 40 möglichen Ligaspielen, in denen er ein Tor schoss, vier Pokalspiele, sieben Spiele im Europapokal und das gewonnene Spiel um den Supercup. In der nächsten Saison waren es 27 von 41 möglichen Ligaspielen und ein Pokalspiel.
Im Sommer 2025 wechselte Bataille zu Maccabi Haifa.

### Nationalmannschaft
Jelle Bataille spielte zwischen September 2016 und Mai 2017 fünf Mal für die belgische U18-Nationalmannschaft und erzielte in diesen Partien ein Tor. Von August bis November 2017 bestritt er sechs Länderspiele für die U19. Seit September 2019 ist er belgischer U21-Nationalspieler.

## Erfolge
Royal Antwerpen
- Belgischer Meister: 2022/23
- Belgischer Pokalsieger: 2023
- Gewinner belgischer Supercup: 2023

## Persönliches
Bereits Jelle Batailles Vater Kurt spielte professionell Fußball und trainierte den KV Ostende zwischen Dezember 2007 und Juni 2008.